# British Agent
British Agent ist ein US-amerikanischer Spielfilm mit Leslie Howard und Kay Francis in den Hauptrollen unter der Regie von Michael Curtiz. Der Film spielt kurz vor und während der Oktoberrevolution und orientiert sich in groben Zügen an den Memoiren des Geheimagenten R. H. Bruce Lockhart. Die Rolle von Kay Francis ist eine mehr oder wenige offene Darstellung von Moura Budberg, der damaligen Geliebten von Lockhart.

## Handlung
Stephan Locke kommt 1917 im Auftrag der britischen Regierung nach Russland, um zu verhindern, dass das zusammenbrechende Zarenreich bzw. sein Nachfolger einen Separatfrieden mit dem Deutschen Kaiserreich schließt. Er lernt Elena Moura kennen, eine Adlige aus der Ukraine, die sich den Revolutionären angeschlossen hat. Sie arbeitet als Sekretärin für Lenin und ist auf Seiten des Tscheka tätig. Beide verlieben sich ineinander, trotz unterschiedlicher Vorstellungen über Politik und das menschliche Gemeinwohl. Elena hat große Sympathien für den Umbruch, der sich mit der Oktoberrevolution abzeichnet.

“The people have found their voice, tomorrow the Red Army’s takeover.”

„Die Menschen haben ihre Stimme gefunden, morgen wird die Rote Armee den Sieg erringen.“

Locke ist sehr viel zynischer und meint lakonisch:

“And the day after that the blue, then the white I suppose.”

„Und am Tag danach vermutlich die Blauen und dann die Weißen.“

Im weiteren Verlauf der Handlung versucht Locke, britische Unterstützung für die Konterrevolution zu organisieren. Elena rettet ihm mehrfach das Leben, indem sie für ihn lügt.
Stephen versucht, Elena zu überzeugen, die Seiten zu wechseln. England kämpfe schließlich für das Wohl der gesamten Welt. Sie gibt sich davon wenig beeindruckt. Der Kampf gelte ausschließlich „Englands Welt. Nicht der unsrigen.“
Etliche Verwicklungen später treffen die beiden an einem Bahnhof an der Grenze wieder zusammen. Elena warnt Stephen vor einem Attentat, das beide überleben. Sie fliehen gemeinsam nach England und in eine glückliche gemeinsame Zukunft.

## Hintergrund
Kay Francis war unmittelbar nach ihrem Wechsel von Paramount im Jahr 1932 zu Warner Brothers zu einer beliebten Darstellerin von unabhängigen, selbstbewussten Frauen aufgestiegen, die für ihre Liebe kämpfen und sich nicht den gängigen Moralvorstellungen unterwerfen. Seit 1933 war ihre Karriere durch einige minderwertige Auftritte in B-Filmen in ernsthafter Gefahr. Meist bekam Francis nur Rollen angeboten, die zuvor von anderen etablierten Stars abgelehnt worden. Im Fall von British Agent hatte zuvor Barbara Stanwyck sich geweigert, die Rolle zu übernehmen. Der Film bringt dem Charakter von Elena, der lose an Moura Budberg angelehnt ist, erhebliche Sympathien entgegen. Während Locke als zynischer Opportunist und Mann ohne echte Prinzipien dargestellt wird, hat Elena aus freier Überzeugung ihre adlige Geburtsrechte hinter sich gelassen und auf enormen Reichtum und ein Leben in Luxus verzichtet, um sich ganz ihren Idealen zu widmen. Die Dreharbeiten unter der Regie von Michael Curtiz verliefen relativ entspannt, wobei Curtiz in der Lage war, trotz eines engen Budgets eine relativ authentische Adaption abzuliefern. Die Massenszenen brachten bis zu 1.500 Statisten auf die Leinwand und zunächst hatte das Studio sogar versucht, Teile des Films in der Sowjetunion zu drehen, was jedoch von den dortigen Verantwortlichen abgelehnt wurde.
Die Rolle des Stephan Locke war eine nur sehr dünn kaschierte Darstellung des britischen Geheimagenten R. H. Bruce Lockhart, der Mitte 1917 nach Russland kam, um den sich anbahnenden Friedensvertrag von Brest-Litowsk zu verhindern. Während der Zeit traf er die ukrainische Baronin Moura Budberg, die sich von ihrer Familie gelöst und den Kommunisten unter Lenin angeschlossen hatte. Beide hatten eine Affäre und Budberg war wahrscheinlich zeitweise als Doppelagentin tätig. Budberg verließ einige Zeit später Russland und begann ein Verhältnis mit dem Autor H.G. Wells. In späteren Jahren fungierte sie für einige Hollywoodproduktionen als Beraterin, so für Die Reise von Anatole Litvak und The Seagull von Sidney Lumet aus dem Jahr 1968.

## Kritik
Die meisten Kritiker fanden Gefallen an dem Film, wenn auch das etwas aufgesetzte Happy End bemängelt wurde.
So schrieb Variety:

„Der Film verlangt nach einem tragischen Ende und wäre er zwei Minuten eher mit dem Tod der beiden Hauptdarsteller in einer Explosion geendet, dann wäre es ein viel besserer Film geworden. […] Andererseits ist der Film künstlerisch und unterhaltungstechnisch gesehen gut, die Schauspieler sind exzellent. Leslie Howard und Kay Francis sind überzeugend.“

Die New York Times zeigte sich ebenfalls angetan:

„Michael Curtiz hat das Drama gekonnt inszeniert. Er schildert die gewalttätige Revolution gewieft und klug. Mr. Howard, der seine Rolle mit nervöser Anspannung und verzweifeltem Mut spielt, ist sogar noch besser als in "Of Human Bondage" […], whährend die dunkeläugige und lebhafte Miss Francis eine attraktive Undercoveragentin für die Tscheka gibt.“

## Kinoauswertung
Das Studio investierte mit 475.000 US-Dollar einen vergleichsweise geringen Betrag. An der Kinokasse erwies sich British Agent als sehr populär und spielte in den USA schon 532.000 US-Dollar ein, zu denen weitere 390.000 US-Dollar aus dem Ausland kamen. Mit 922.000 US-Dollar wurde es eine der bis dahin erfolgreichsten Produktionen mit Kay Francis.

## Quelle
- Scott O’Brien – Kay Francis I Can’t Wait to be Forgotten – Her Life von Film and Stage ISBN 1-59393-036-4.